# Denis Evstigneïev
Pour les articles homonymes, voir Evstigneïev.
Denis Evguenievitch Evstigneïev (en russe : Дени́с Евге́ньевич Евстигне́ев), né le 29 novembre 1961 à Moscou, est un directeur de la photographie, réalisateur et producteur de cinéma soviétique puis russe.

## Biographie
Denis est le fils de l'acteur Evgueni Evstigneïev et de la metteur en scène du théâtre Sovremennik Galina Voltchek. Il étudie dans la classe de Vadim Ioussov à la faculté de la photographie de l'Institut national de la cinématographie et en sort diplômé en 1983.

## Filmographie

### Directeur de la photographie
- 1990 : Taxi Blues de Pavel Lounguine
- 1991 : Le Voyage du camarade Staline en Afrique (ru) (Comrade Stalin goes to Africa) d'Irakli Kvirikadze
- 1991 : Armavir (Армавир) de Vadim Abdrachitov
- 1992 : Luna Park de Pavel Lounguine

### Réalisateur
- 1994 : Limita (ru) (Лимита)
- 1999 : Maman (Мама)
- 2002 : Faisons l'amour (ru) (Займёмся любовью)

## Distinctions
- prix d'État de l'URSS : 1988
- Nika : 1990
- 1999 : Prix du public de la 7e édition du Festival du cinéma russe à Honfleur pour son film Maman